# كريستين جونسون (صحفية)
كريستين جونسون هي صحفية فلبينية، ولدت في 5 يونيو 1972 في انجلس في الفلبين.